# Псевдафенопс Якобсона
Псевдафенопс Якобсона (лат. Pseudaphaenops jacobsoni) — пещерный вид жуков из семейства жужелиц (Carabidae). Эндемик Крымского полуострова. Видовое название дано в честь Георгия Георгиевича Якобсона (1871—1926) — русского энтомолога, одного из крупнейших специалистов своего времени.

## Описание
Длина тела 7—9 мм. Тело депигментировано, окраска одноцветная, от янтарно-желтой до коричнево-красного цвета. Переднеспинка не короче овальной головы. Глаза и крылья отсутствуют. Надкрылья голые, параллельны. Усики и ноги покрыты очень длинными волосками. От близкородственного вида Pseudaphaenops tauricus, обитающего в пещерах яйл Караби и Долгоруковская отличается в более крупными размерами и строением копулятивного аппарата.

## Ареал
Узкоареальный эндемик Горного Крыма. Известен только из пещер яйлы Айпетри и её отрогов: Уральской, Борго-Ташик, Аю-Тешик. Возможны находки и в других пещерах Крыма.

## Биология
Троглобионт, стенобионтный вид. Обитает в пещерах с постоянными условиями среды — высокой влажностью воздуха и стабильной температурой. Хищник, питается коллемболами. Жуки встречаются круглый год. Личинки не известны. Биология не изучена.

## Охрана
Внесён в Красную книгу Украины («уязвимый вид») и Красную книгу Крыма. Охраняется на территории Ялтинского горно-лесного заповедника.